# Thermofilaceae
Famille
Genres de rang inférieur
- Thermofilum

Les Thermofilaceae sont une famille d'archées de l'ordre des Thermoproteales.